# Avalanche Express
Avalanche Express è un film del 1979 diretto da Mark Robson e Monte Hellman (quest'ultimo non accreditato).

## Trama
Il generale Marenkow ha chiesto asilo politico dopo aver fatto la spia agli Stati Uniti, e l'agente della CIA Harry Wargrave decide di trasferirlo via treno a Rotterdam. Il KGB ha incaricato Nikolai Bunin di eliminare la spia e, sul treno che attraversa la Svizzera, la Germania e l'Olanda, intorno a Marenkow si scatena una guerra spietata.

## Produzione
Il film venne girato alla stazione di Monaco di Baviera Centrale per le scene delle stazioni svizzere Basilea e Zurigo (lo si nota dalla pubblicità Grundig in cima ai binari), a Milano (piazza Duomo e Museo teatrale alla Scala, stazione centrale di Milano), Parma in piazza Duomo, la provincia di Cremona sulla linea Ferrovia Brescia-Parma a Casalmaggiore dove vennero girate le scene dell'attacco al treno sul ponte ferroviario di Casalmaggiore e dove venne creata una finta linea elettrica, perché inesistente e la locomotiva usata per la trazione del convoglio era una diesel; nelle riprese effettuate in Italia venne utilizzata una locomotiva FS E.444 modificata in modo da somigliare alla tedesca DB Br110. In Irlanda e a Los Angeles, negli Stati Uniti; fu proprio a fine riprese in Irlanda che Robert Shaw morì. Il regista Mark Robson morì subito dopo la fine delle riprese a Londra.